# Грязевик
Грязевик — установка для очистки фильтрации от нерастворимых примесей; узел трубопровода c изменением потока воды и фильтром в виде сетки.
Виды грязевиков

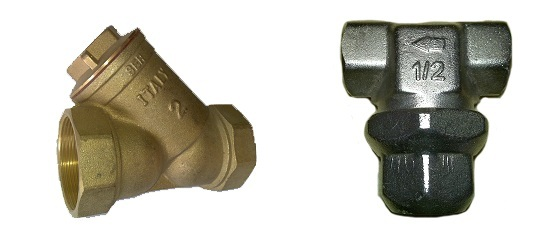
Внешний вид грязевиков

Исходя из принципов действия различают несколько видов грязевиков:
- инерционно-гравитационный;
- сетчатого фильтрования;
- магнитного осаждения.

Предназначение
Грязевик предназначен для очистки водных растворов от нерастворимых примесей, которые представляют собой магнитные частицы (продукты коррозии), а также от частиц песка, глины, органики, накипи, которые попали из естественного источника или образовались в результате использования воды в технологическом процессе.

## Применение
Грязевики применяются в тепловых сетях и самостоятельных котельных, а также на предприятиях всех отраслей промышленности и объектах народного хозяйства, где эксплуатируются системы:
- теплоснабжения;
- охлаждения;
- холодного, горячего и оборотного водоснабжения.

Грязевики рассчитаны на рабочее давление до 2,5МПа и на работу при температурах до 1500С.
Грязевики устанавливаются перед:
- теплообменниками;
- газовыми прямоточными модульными котлами;
- оборудованием;
- арматурой (насосы, трехходовые клапаны, дроссельные заслонки, счетчики воды и др.);
- на трубопроводах подпитки;
- на циркуляционных трубопроводах;
- после артезианских скважин перед баками (емкостями) технической воды.

## Конструктивные особенности и принцип работы магнитного грязевика
Грязевик магнитный состоит из цилиндрического корпуса с крышкой и входным и выходным патрубками, который разделен решеткой на камеры осаждения и шламосборник с дренажным патрубком. Внутри корпуса размещены перегородки, магнитные блоки и сетчатый фильтр. Крышка корпуса, перегородки и сетчатый фильтр сделаны съемными для легкости демонтажа и тщательности очистки.
Вода по входному патрубку поступает в корпус грязевика, где происходит резкое изменение направления движения за счет перегородок (лабиринта) и изменения скорости воды за счет увеличения сечения потока. Наличие нескольких перегородок в камере осаждения обеспечивает резкое изменение направления потока, при этом частицы загрязнений в результате инерционного движения ударяются в перегородки, теряют свою скорость и накапливаясь на её поверхности, под действием сил гравитации осаждаются на дне шламосборника. Под воздействием поля магнитной системы внутри корпуса мелкие слабомагнитные частицы намагничиваются, притягиваются, укрупняются, оседают под действием сил тяжести или задерживаются на магнитной системе. Крупные легкие частицы задерживаются на поверхности фильтра.